# Irena Szewińska
Irena Szewińska, nascuda amb el nom d'Irena Kirszenstein, (Leningrad, 24 de maig de 1946 - Varsòvia, 29 de juny de 2018) fou una atleta polonesa, soviètica de naixement i d'arrels jueves, que participà en les proves de velocitat i de salt de llargada.
Entre 1964 i 1980 participà en cinc Jocs Olímpics, guanyant set medalles (tan sols Merlene Ottey la supera amb vuit metalls), tres d'elles d'or (únicament per sota d'Evelyn Ashford, Fanny Blankers-Koen, Betty Cuthbert i Bärbel Wöckel). També va batre sis rècords del món i fou la primera dona que ostentà al mateix temps els rècords de 100 m, 200 m i 400 m.

## Carrera esportiva

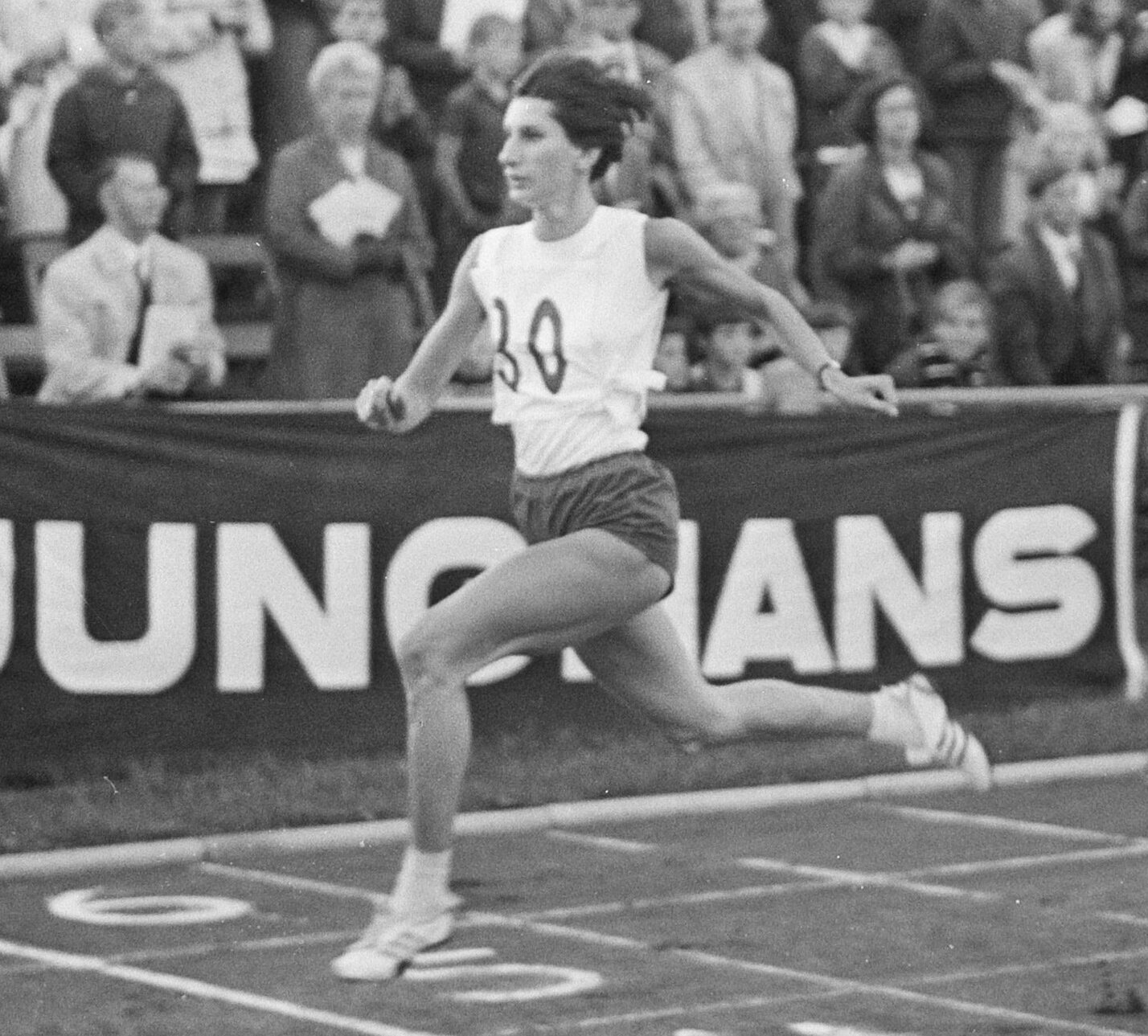
Irena Szewińska el 19 d'agost de 1968.

Va participar, als 18 anys, en els Jocs Olímpics d'Estiu de 1964 realitzats a Tòquio (Japó), on va aconseguir guanyar la medalla d'or en els relleus 4x100 metres amb l'equip polonès, establint un nou rècord del món, i dues medalles de plata en els 200 metres llisos i en salt de llargada, demostrant la seva gran versatilitat atlètica.
En els Jocs Olímpics d'Estiu de 1968 celebrats a Ciutat de Mèxic (Mèxic) va aconseguir guanyar la medalla d'or en els 200 metres llisos i la medalla de bronze en els 100 metres llisos, sent eliminada en la primera ronda dels relleus 4x100 metres i en la ronda de qualificació del salt de llargada.
En els Jocs Olímpics d'Estiu de 1972 realitzats a Múnic (Alemanya Occidental aconseguí guanyar la medalla de bronze en els 200 metres i fou eliminada en les semifinals dels 100 metres llisos.
En els Jocs Olímpics d'Estiu de 1976 realitzats a Mont-real (Canadà) abandonà les proves de velocitat i participà en els 400 metres llisos, on aconseguí guanyar la medalla d'or i establí un nou rècord mundial.
En els Jocs Olímpics d'Estiu de 1980 realitzats a Moscou (Unió Soviètica), els seus cinquens Jocs, participà novament en la prova dels 400 metres, però als seus 34 anys fou eliminada en semifinals.
Al llarg de la seva carrera guanyà 10 medalles en el Campionat d'Europa d'atletisme, entre elles cinc medalles d'or, i 3 medalles en el Campionat d'Europa d'atletisme en pista coberta, una d'elles de plata. Entre 1965 i 1979 guanyà 26 campionats polonesos en les proves de 100 m, 200 m, 400 m, 4x400 m relleus i salt de llargada.
El 2004 fou nomenada cap de la federació polonesa d'atletisme i membre del Comitè Olímpic Internacional. El 3 d'agost de 2005 fou escollida per al consell de la IAAF en la sessió del 45è congrés de la IAAF a Hèlsinki (Finlàndia).